# Dsmitryj Kasmowitsch
Dsmitryj Kasmowitsch (belarussisch Дзмітрый Касмовіч, russisch Дмитрий Космович/Dmitri Kosmowitsch, auch Dimitri Kosmowicz geschrieben; * 21. September 1909 in Njaswisch, Russisches Kaiserreich; † 23. April 1991 in Stuttgart, Deutschland) war ein belarussischer politischer Aktivist.
Im Zuge des Ostfeldzuges erhoffte Kasmowitsch, mit Hilfe der deutschen Besatzer ein selbstständiges Belarus zu errichten. Er wurde im Sommer 1941 Kommandant der Hilfspolizei in Minsk. Zwischen 1942 und 1943 half Kasmowitsch bei der Organisierung von belarussischen Militäreinheiten in den Regionen Brjansk, Mahiljou und Smolensk. Er erlangte Bekanntheit im Verwaltungsgebiet der Heeresgruppe Mitte, da es ihm gelang, Partisanen aus großen Gebieten bei Brjansk und Smolensk zu vertreiben, und wurde Chef der Hilfspolizei in Smolensk.

## Leben
Kasmowitsch wurde am 21. September 1909 geboren. Bis 1927 besuchte er eine weiterführende Schule in Radaschkowitschy und studierte an verschiedenen Hochschulen in Belgien, Polen und Jugoslawien. Kasmowitsch setzte sich für die Unabhängigkeit von Belarus ein und war besonders in der belarussischen Studentenbewegung aktiv. In Belgrad schloss er sich einer politischen Organisation an, die für die Unabhängigkeit von Belarus kämpfen wollte. Von 1931 bis 1934 diente er in der Polnischen Armee. Von 1940 bis 1941 studierte Kasmowitsch am Belarussischen Polytechnischen Institut.

### Zweiter Weltkrieg
Als Kasmowitsch sein Amt als Kommandant der Hilfspolizei von Smolensk antrat, hatte sich die aus 2.000 Personen bestehende Partisanenbrigade Grischin in den Wäldern von Demidow verschanzt, wo es keine feste Front gab und es dementsprechend schwierig war diese zu bekämpfen. Die Partisanen beschlagnahmten Vieh und Lebensmittel und drangsalierten die Bevölkerung, die sich daher mit der Bitte um Schutz an Smolensk wandte. General Pohl, Befehlshaber und Stadtkommandant von Smolensk, beauftragte Kasmowitsch damit, einen Selbstschutz zu organisieren. In Smolensk selbst organisierte Kasmowitsch eine motorisierte Kampfgruppe, die in Notsituationen eingesetzt werden konnte. Die Gesamtstärke der lokalen Milizen in der Region von Smolensk belief sich auf etwa 3.000 Mann.
Im Sommer 1942 explodierte auf der Straße zwischen dem Dorf Kasplja und Smolensk das Auto eines deutschen Militärkommandanten. Laut Aussagen des Leiters der Polizei von Kasplja Sergej Setkin soll Kasmowitsch daraufhin nach Kasplja angereist sein, um ihm den Befehl zu erteilen sämtliche Kommunisten und Juden aufzutreiben. Die insgesamt über 150 verhafteten Personen sollen in das Gebäude eines ehemaligen Krankenhauses gebracht worden sein, wo sie registriert und überwacht wurden. Während der Massenerschießung, die sich am 1. Juli 1942 in Kukina Gora ereignete, soll Kasmowitsch nicht nur bei den Hinrichtungen zugesehen, sondern sie auch geleitet haben und bei der Erschießung einiger Gruppen die Waffe selbst in die Hand genommen haben. Greise und Kinder wurden demnach in Gruben geworfen und lebendig vergraben. Als sich die Erde bewegte, soll Kasmowitsch mit seinem Stiefel auf diese getreten haben. Nach der Erschießung soll er erfahren haben, dass eine Frau vor ihrer Erschießung ihr Baby in einem Bündel Stroh versteckt hatte. Laut der Zeugenaussage von Sergej Setkin soll Kasmowitsch das Kind am Fuß gepackt und ihm in den Kopf geschossen haben. Den Leichnam warf er demnach achtlos beiseite. Insgesamt wurden 158 Menschen in Kasplja getötet.
Bei einem Treffen mit dem russischen Nazikollaborateur Andrei Wlassow erklärte Kasmowitsch, dass er nur dann zu einer Zusammenarbeit bereit wäre, wenn Wlassow Belarus als einen unabhängigen Staat garantieren würde. Im Zuge der Smolensker Operation konnte Smolensk im Herbst 1943 von der Roten Armee zurückerobert werden, sodass sich Kasmowitsch zurückziehen musste.
Er wurde 1944 Major der Weißruthenischen Heimwehr und war Teilnehmer des II. Weißrussischen Volkskongresses. Im März 1945 wurde er Offizier des Luftlandebataillons Dallwitz.

### Nachkriegszeit
Nach dem Ende des Krieges floh Kasmowitsch zunächst in die Schweiz. In Frankreich war er bei der United Nations Relief and Rehabilitation Administration für die Ausgabe der Essensrationen zuständig. In einem DP-Lager wurde er vom britischen Geheimdienst angeworben und nach Großbritannien eingeschleust. Nach seiner Rückkehr nach Deutschland in den 1950ern organisierte Kasmowitsch belarussische Nazikollaborateure für das U.S. State Department's Office of Policy Coordination (OPC), während er für die United States Army als Buchhalter tätig war. 1952 verfolgte das OPC das Ziel belarussische Nationalisten in einem Belarussischen Nationalen Befreiungskomitee in Deutschland zu vereinigen, welches unter der Leitung von Kasmowitsch stehen sollte. Dazu kam es jedoch nicht, hauptsächlich weil Mikola Abramtschyk, Präsident der Rada BNR, befürchtete die Finanzierung seitens der USA zu verlieren. Abramtschyk erklärte, dass Kasmowitsch ein ehemaliger kommunistischer Funktionär sowie ein bedeutender Nazikollaborateur und nun beim MI6 eingestellt sei. Kasmowitsch verfiel daraufhin in Depressionen und begann stark zu trinken. Auf Aufforderung von Radaslau Astrouski, dem Präsidenten des Weißruthenischen Zentralrats wurde Kasmowitsch aus der Belarussischen Befreiungsbewegung ausgeschlossen, was zu internen Streitigkeiten innerhalb der belarussischen Exilgemeinde führte. Nichtsdestotrotz blieb er von 1954 bis zu seinem Tod 1991 Vertreter des Weißruthenischen Zentralrates innerhalb des Zentralkomitees des Antibolschewistischen Block der Nationen. Im Oktober 1954 half Kasmowitsch bei der Organisierung der Belarussischen Nationalen Befreiungsfront und schrieb zudem für die antikommunistische Zeitung Barazba (Der Kampf). Später wurde er Präsident der Belarussischen Nationalen Befreiungsfront und vertrat diese ebenfalls im Antibolschewistischen Block der Nationen. Von 1966 bis zu den späten 1970ern war er Vorsitzender der Delegation der Belarussischen Befreiungsbewegung in der World Anti-Communist League. 1967 gehörte Kasmowitsch zu den Mitbegründern des European Freedom Councils.